# Inch'Allah (chanson d'Adamo)
Pour les articles homonymes, voir Inch'Allah (homonymie).
Singles de Salvatore Adamo
Ensemble
(1967) Notre roman
(1967)
Inch'Allah est une chanson composée et chantée par Salvatore Adamo en 1966. 
Il a écrit le texte d'Inch'Allah avant qu'éclate la Guerre des Six Jours entre Israël et les États arabes en 1967 comme une chanson de paix. Resté 4 mois dans le Top 10 français, le titre s'est écoulé à plus de 300 000 exemplaires. 
Adamo a fait aussi trois autres versions en anglais, en espagnol et en italien en 1967 et aussi une reprise en 2008 avec Calogero sur l'album Le Bal des gens bien. Il enregistrera également une version avec la célèbre chanteuse de fado Amália Rodrigues, dont la chanson intégrera le répertoire. 
Elle fut aussi reprise par la chanteuse allemande, Katja Ebstein[réf. souhaitée].
Durant 1967, la chanson est interdite dans le monde arabe à cause des "sentiments pro-israéliens" dans la chanson selon la censure arabe.
En 1993, Adamo a enregistré une nouvelle version de cette chanson,, où les références aux enfants qui tremblent en Israël et surtout à la Shoah ont disparu, remplacées par un discours plus fédérateur.